# Liste der Kulturdenkmäler in Harbach (Landkreis Altenkirchen)
In der Liste der Kulturdenkmäler in Harbach sind alle Kulturdenkmäler der rheinland-pfälzischen Ortsgemeinde Harbach aufgelistet. Grundlage ist die Denkmalliste des Landes Rheinland-Pfalz (Stand 4. Mai 2023).

## Einzeldenkmäler
| Bezeichnung | Lage                                  | Baujahr                            | Beschreibung                                                                  | Bild |
| ----------- | ------------------------------------- | ---------------------------------- | ----------------------------------------------------------------------------- | ---- |
| Wohnhaus    | Harbach, Locherhofer Straße 3/5 Lage  | 18. Jahrhundert                    | Fachwerkhaus, teilweise massiv, 18. Jahrhundert, im 19. Jahrhundert erweitert | BW   |
| Wohnhaus    | Hinhausen, Hauptstraße 70 Lage        | 18. Jahrhundert                    | Zeilenwohnhaus, teilweise Fachwerk, 18. Jahrhundert                           | BW   |
| Quereinhaus | Locherhof, Locherhofer Straße 57 Lage | zweite Hälfte des 19. Jahrhunderts | Fachwerk-Quereinhaus, teilweise massiv, zweite Hälfte des 19. Jahrhunderts    | BW   |